# 소보르노스티
소보르노스티(sobornost, 러시아어: собо́рность "공동생활자들의 영적 공동체")는 초기 슬라브주의자들, 이반 키레에브스키 및 알렉세이 호먀코프가 사람들 사이의 협동의 필요성을 강조하기 위해 만든 용어이다. 개인주의를 배격하고 공동체주의를 강조하는 것이다. 알렉세이 호먀코프는 서구 사회가 아리스토텔레스와 그의 개인주의를 포용하고 있기 때문에 점차적으로 단결을 잃고 있다고 믿었다. 키레예프스키는 헤겔과 아리스토텔레스가 단결의 동일한 이상을 대표한다고 믿었다. "sobor"라는 의미는 교구 주교의 "대성당 교회"이며,  교회의 "모임" 또는 "총회"또는 "공의회"이다. 에클레시아라고도 번역된다.

## 추가 자료
- Harkianakis, Stylianos (2008). 《The Infallibility of the Church in Orthodox Theology》. Sydney: St Andrew's Orthodox Press.
- Berdyaev, Nicholas (2017). 《Aleksei Stepanovich Khomyakov》. frsj Publications. ISBN 9780996399258.

## 같이 보기
- 자선
- 교회 일치 운동
- 몰입
- 러시아 철학
- 교회회의
- 자생적 질서
- 협력작용